# NGC 1121
NGC 1121 في الفهرس العام الجديد، هي مجرة، تقع في كوكبة النهر. اكتشفت في 9 نوفمبر 1884 بواسطة لويس سويفت.

## روابط خارجية
- NGC 1121 على موقع ويكي سكاي: DSS2, SDSS, GALEX, IRAS, Hydrogen α, X-Ray, Astrophoto, Sky Map, Articles and images